# Danneskiold-Samsøes Allé
Danneskiold-Samsøes Allé er en allé på Arsenaløen og Frederiksholm i København, opkaldt efter Frederik Danneskiold-Samsøe (1703–1770), der var marineminister under kong Christian VI.
Han spillede en afgørende rolle i udflytningen af flådebasen fra Gammelholm til Holmen og blev i 1735 chef for Holmen, hvor han iværksatte en omfattende modernisering og udbygning af området.
Vejen blev officielt navngivet i 1996.

## Historiske bygninger
Langs Danneskiold-Samsøes Allé findes en række magasiner, værksteder og smedjer, der tidligere blev brugt i forbindelse med skibsbyggeri på Holmen. I dag huser bygningerne blandt andet Det Kongelige Akademi, hvor arkitekter, designere og konservatorer uddannes.
Ved Eik Skaløes Plads ligger den tidligere kobbersmedje, opført i 1884 og tegnet af arkitekten Ferdinand Meldahl. Meldahl stod også bag den store ankesmedje, som blev bygget i 1861.
Mellem Leo Mathisens Vej og Per Knutzons Vej ligger et af Flådens magasiner, der blev opført i 1860. Modelkammeret, som husede en samling skibsmodeller til brug ved skibsbyggeri, er tegnet af bygningsinspektør Carl Theodor Andersen (1835–1916).

## Nutidig anvendelse
Flere af de gamle flådebygninger anvendes i dag af Kunstakademiets Arkitektskole, herunder det tidligere beklædningsmagasin fra 1888, også tegnet af Carl Theodor Andersen (1835–1916).
I gården ved arkitektskolen findes flere kunstværker, heriblandt en buste af kong Frederik V, der er en kopi af Jacques-François-Joseph Saly's rytterstatue på Amalienborg Slotsplads. En anden buste forestiller arkitekten Steen Eiler Rasmussen, udført af Knud Nellemose.